# Conceição de Itaguá
Conceição de Itaguá é um distrito do município brasileiro de Brumadinho, no estado de Minas Gerais. Segundo o censo demográfico de 2022, realizado pelo Instituto Brasileiro de Geografia e Estatística (IBGE), sua população era de 7 104 habitantes e havia 2 405 domicílios particulares permanentes ocupados. Possui área de 118,41 km² conforme a Fundação João Pinheiro (FJP).
De acordo com o IBGE, em 2010 a população era de 6 650 habitantes e havia 2 444 domicílios particulares.
Está localizado na extremidade oeste do município e foi criado pela lei estadual nº 1.039 de 12 de dezembro de 1953. O distrito é cortado em sua área rural pela Linha do Paraopeba da antiga Estrada de Ferro Central do Brasil, atualmente concedida à MRS Logística. 